# عوید مفلاح
عوید مفلاح (عربی: عواد مفلاح؛ ۷ مهٔ ۱۹۰۶ – ۵ مارس ۱۹۶۵) بازیکن فوتبال اهل فرانسه بود.